# 1653 w polityce

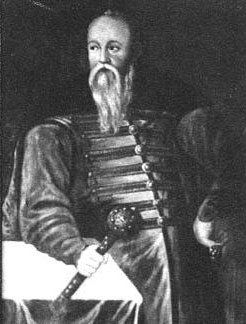
Janusz Kiszka

Wydarzenia polityczne w 1653 roku.

## Zmarli
- Janusz Kiszka, hetman litewski[1].